# Tephrosia densiflora
Tephrosia densiflora är en ärtväxtart som beskrevs av Joseph Dalton Hooker. Tephrosia densiflora ingår i släktet Tephrosia och familjen ärtväxter. Inga underarter finns listade i Catalogue of Life.